# Pseudoleskeopsis pseudo-attenuata
Pseudoleskeopsis pseudo-attenuata là một loài Rêu trong họ Leskeaceae. Loài này được (Müll. Hal.) Thér. miêu tả khoa học đầu tiên năm 1929.